# ジョージ・スプリンガー
ジョージ・チェルストン・スプリンガー3世（George Chelston Springer III, 1989年9月19日 - ）は、アメリカ合衆国コネチカット州ニューブリテン出身のプロ野球選手（外野手）。右投右打。MLBのトロント・ブルージェイズ所属。

## 経歴

### プロ入り前
2008年のMLBドラフト48巡目（全体1437位）でミネソタ・ツインズから指名されたが、契約には至らなかった。
2010年の第5回世界大学野球選手権大会のアメリカ合衆国代表に選出され、日本戦では斎藤佑樹から満塁本塁打を記録した。

### プロ入りとアストロズ時代

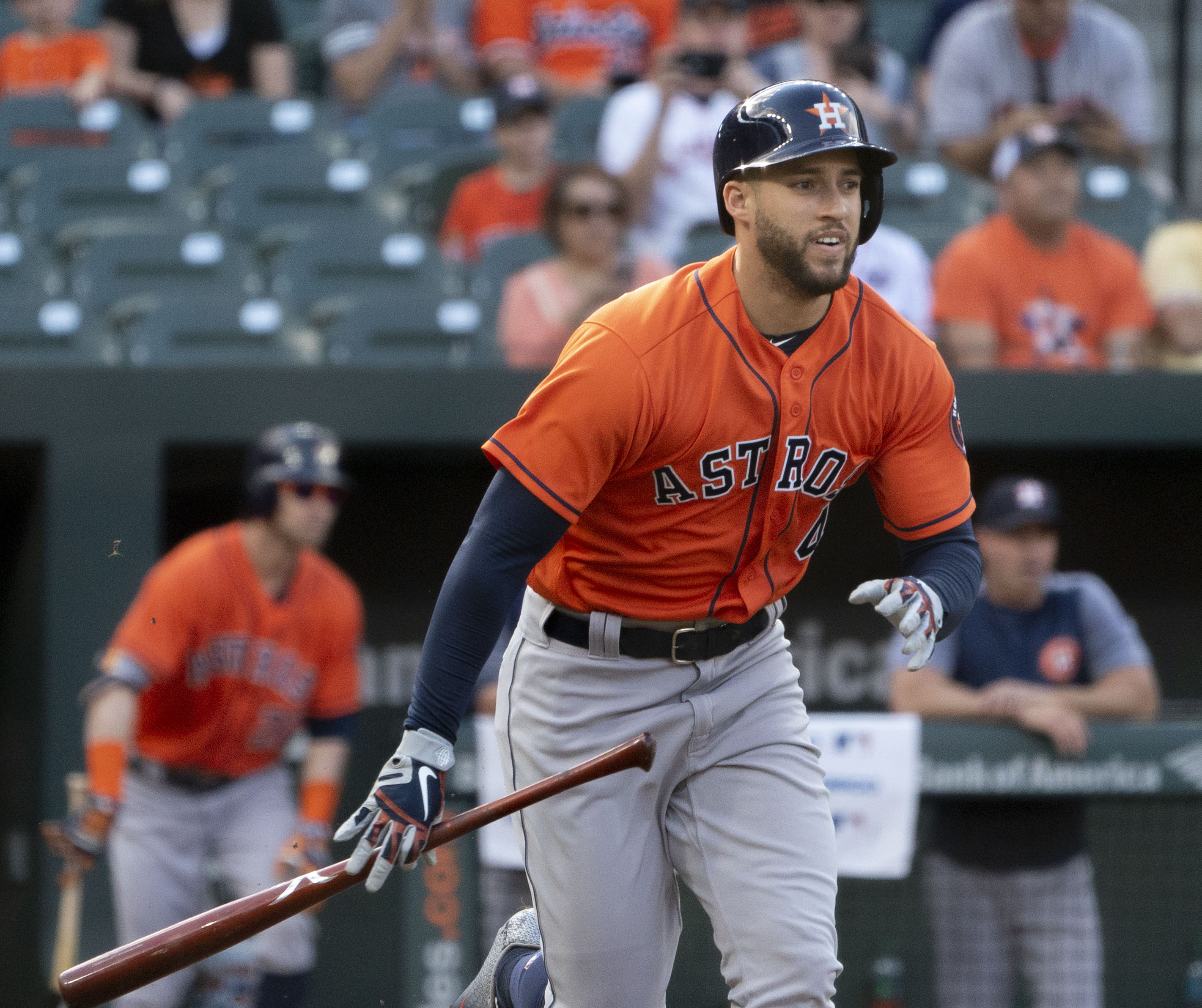
ヒューストン・アストロズ時代
（2018年9月29日）

2011年のMLBドラフト1巡目（全体11位）でヒューストン・アストロズから指名され、プロ入り。A-級トリシティ・バレーキャッツでプロデビュー。8試合に出場して打率.179、1本塁打、3打点、4盗塁を記録した。
2012年はまずA+級ランカスター・ジェットホークスでプレーし、106試合に出場して打率.216、22本塁打、82打点、28盗塁を記録した。8月9日にAA級コーパスクリスティ・フックスへ昇格。22試合に出場して打率.219、2本塁打、5打点、4盗塁を記録した。
2013年はAA級コーパスクリスティとAAA級オクラホマシティ・レッドホークスでプレー。AAA級オクラホマシティでは62試合に出場して打率.311、18本塁打、53打点、22盗塁を記録した。
2014年3月30日にアストロズが総額2300万ドルの7年契約を提示したが、拒否した。シーズンではAAA級オクラホマシティで開幕を迎え、13試合に出場して打率.353、3本塁打、9打点、4盗塁と結果を残した。4月16日にアストロズとメジャー契約を結んでアクティブ・ロースター入りした。同日のカンザスシティ・ロイヤルズ戦でメジャーデビュー。「2番・右翼手」で先発出場し、5打数1安打、1四球、2三振だった。5月21日から29日にかけて7本塁打を記録し、新人としては1937年のルディ・ヨーク以来史上2人目となる7試合7本塁打を達成した。5月にはルーキー・オブ・ザ・マンスを受賞した。シーズン約半分の78試合で20本塁打を記録した。一方で打率.231、114三振を喫した。
2015年7月1日のロイヤルズ戦でエディンソン・ボルケスの投球を受け、右手首を負傷し、右手首骨折と診断され、故障者リストに入った。この年は102試合に出場し16本塁打を含む37本の長打を放った。また16盗塁を記録し、MLB2年目で「15本塁打・15盗塁」以上をクリアした。
2016年は故障なくフルシーズン起用され、全162試合に出場。開幕時は2番打者として起用されていたが、5月下旬以降は1番打者として起用された。打率.261、29本塁打、82打点、9盗塁という成績を記録したほか、アリーグトップの744打席、4位の644打数、5位の116得点を記録した。
2017年はシーズン開幕前の1月3日に第4回ワールド・ベースボール・クラシック（WBC）への不参加の意思を表明した。シーズンでは開幕から不動の1番打者として起用され、開幕9試合で歴代最多の4本の先頭打者本塁打を記録した。この年は自身初となるオールスターゲームに選出された。最終的にシーズンで計9本の先頭打者本塁打の球団記録を樹立した。自身初のオールスターゲームにも選出された。最終的にいずれも自己最高となる打率.283、34本塁打、85打点を記録。ロサンゼルス・ドジャースとのワールドシリーズでは7試合でシリーズタイ記録となる5本塁打を記録すなど、打率.379、7打点という成績を記録し、球団史上初となるワールドチャンピオンに貢献。シリーズMVPに選出された。オフにはシルバースラッガー賞を初受賞した。
2018年は2年連続となる開幕戦で決勝本塁打を記録した。5月7日のオークランド・アスレチックス戦では球団記録となる1試合6安打を記録。2年連続2度目となるオールスターに選出され、10回表に試合を決定づける本塁打を打った。8月5日のドジャース戦で左手親指を負傷して10日間の故障者リスト入り。最終的に140試合の出場で打率.265、22本塁打、71打点の成績を記録した。ポストシーズンのALDS第3戦で球団記録となるポストシーズン通算10号本塁打を放った。
2019年も開幕戦で本塁打を記録した。5月25日に左ハムストリングスの筋断裂で故障者リスト入りすると、1カ月離脱した。3年連続3度目のオールスターゲームに選出された。最終成績は打率.292、39本塁打、96打点だった。また、先頭打者本塁打12本で自身の球団記録を更新した。
2020年オフの10月28日にFAとなった。球団からは1890万ドルのクオリファイング・オファーが提示されたが、11月11日にこれを拒否した。

### ブルージェイズ時代
2021年1月23日にトロント・ブルージェイズと6年総額1億5000万ドルの契約を結んだ。オプションとしてシーズンMVPを受賞した場合は150万ドル、ゴールドグラブ賞、シルバースラッガー賞、ワールドシリーズMVP、オールスターゲーム選出のいずれかを受賞した場合はそれぞれ50万ドルの出来高が含まれる。
開幕は故障者リストで迎えた。4月28日に故障者リストから復帰し、同日のワシントン・ナショナルズ戦に「1番・指名打者」で先発出場し、ブルージェイズ移籍後初出場を果たした。4月30日のアトランタ・ブレーブス戦で移籍後初安打を記録した。5月1日のブレーブス戦でチャーリー・モートンから移籍後初本塁打を記録した。5月5日に右大腿四頭筋の張りで再び故障者リストに入った。復帰直後は打撃不振にも苦しんだが、夏場にかけて復調し、8月にはブルージェイズの選手としては史上初めて2週連続でプレイヤー・オブ・ザ・ウィークを受賞した。しかし8月14日のマリナーズ戦にて外野守備の際に足を負傷し3度故障者リストに入った。このシーズンは故障に悩まされ出場試合数は78試合に留まったが、打率.264、22本、50打点、OPS.907の成績を記録し、プレイヤー・オブ・ザ・ウィークを3回受賞した。
2022年は開幕ロースターに入り、開幕をメジャーで迎えた。4月26日のレッドソックス戦で通算200本塁打を達成した。6月5日のミネソタ・ツインズ戦にてMLB史上4人目となる通算50本目の先頭打者本塁打を記録した。またこのシーズンは2019年以来となるオールスターに選出されるも、肘の故障を理由に欠場した。
2023年6月25日のオークランド・アスレチックス戦にて、リッキー・ヘンダーソンに次ぐMLB歴代2位となる通算55本目の先頭打者本塁打を放った。

## 選手としての特徴
身体能力が高く、パワーとスピードを兼ね備えた万能選手である。2013年シーズンには、MiLBで37本塁打、45盗塁を同時に記録している。MLBデビューを果たした2014年にも、レギュラーシーズンの半分（81試合）以下の出場試合数で、20本塁打放っている。インサイドのボールに強く、粘り強く失投を待って高い弾道の本塁打を放つのが特徴である。パワーの一方でミート力に課題を残し、2014年は100以上の三振を記録した。左投手に対する打撃も課題であり、2014年の対左打率は.194だった。
先頭打者本塁打を多く放ち、シーズン12本はアストロズの球団記録で、通算60本はMLB歴代2位（2024シーズン終了時点）にあたる。また、先頭打者本塁打数が9本以上のシーズンを複数回記録したのは、アルフォンソ・ソリアーノに次ぐMLB史上2人目である。

## 人物
祖父のジョージ一世はパナマからアメリカに移民した人権活動家で、父のジョージ二世は弁護士であり、幼少期にはリトルリーグ・ワールドシリーズで日本と対戦している。母はプエルトリコ出身のメスティーソの体操選手だった。2人の妹はアマチュアの競技ソフトボールで活躍している。
高校時代に一度落第を経過した影響で、大学進学が1年遅れた。
吃音症であり、幼少期にはイジメられたこともあったが、今では気にしておらず、自分が吃ってる姿を見て、吃音症に悩む人に勇気を持って欲しいと言及している。

## 詳細情報

### 年度別打撃成績
| 年 度     | 球 団     | 試 合 | 打 席 | 打 数 | 得 点 | 安 打 | 二 塁 打 | 三 塁 打 | 本 塁 打 | 塁 打 | 打 点 | 盗 塁 | 盗 塁 死 | 犠 打 | 犠 飛 | 四 球 | 敬 遠 | 死 球 | 三 振 | 併 殺 打 | 打 率 | 出 塁 率 | 長 打 率 | O P S |
| --------- | --------- | ----- | ----- | ----- | ----- | ----- | -------- | -------- | -------- | ----- | ----- | ----- | -------- | ----- | ----- | ----- | ----- | ----- | ----- | -------- | ----- | -------- | -------- | ----- |
| 2014      | HOU       | 78    | 345   | 295   | 45    | 68    | 8        | 1        | 20       | 138   | 51    | 5     | 2        | 0     | 2     | 39    | 4     | 9     | 114   | 4        | .231  | .336     | .468     | .804  |
| 2015      | HOU       | 102   | 451   | 388   | 59    | 107   | 19       | 2        | 16       | 178   | 41    | 16    | 4        | 2     | 3     | 50    | 0     | 8     | 109   | 4        | .276  | .367     | .459     | .826  |
| 2016      | HOU       | 162   | 744   | 644   | 116   | 168   | 29       | 5        | 29       | 294   | 82    | 9     | 10       | 0     | 1     | 88    | 2     | 11    | 178   | 12       | .261  | .359     | .457     | .815  |
| 2017      | HOU       | 140   | 629   | 548   | 112   | 155   | 29       | 0        | 34       | 286   | 85    | 5     | 7        | 0     | 4     | 64    | 1     | 11    | 111   | 11       | .283  | .367     | .522     | .889  |
| 2018      | HOU       | 140   | 620   | 544   | 102   | 144   | 26       | 0        | 22       | 236   | 71    | 6     | 4        | 0     | 3     | 64    | 0     | 5     | 122   | 12       | .265  | .346     | .434     | .780  |
| 2019      | HOU       | 122   | 556   | 479   | 96    | 140   | 20       | 3        | 39       | 283   | 96    | 6     | 2        | 0     | 4     | 67    | 1     | 6     | 113   | 12       | .292  | .383     | .591     | .974  |
| 2020      | HOU       | 51    | 222   | 189   | 37    | 50    | 6        | 2        | 14       | 102   | 32    | 1     | 2        | 0     | 2     | 24    | 0     | 5     | 38    | 3        | .265  | .359     | .540     | .899  |
| 2021      | TOR       | 78    | 342   | 299   | 59    | 79    | 19       | 1        | 22       | 166   | 50    | 4     | 1        | 0     | 1     | 37    | 1     | 4     | 79    | 6        | .264  | .352     | .555     | .907  |
| 2022      | TOR       | 133   | 583   | 513   | 89    | 137   | 22       | 4        | 25       | 242   | 76    | 14    | 2        | 0     | 5     | 54    | 1     | 7     | 100   | 7        | .267  | .342     | .472     | .814  |
| 2023      | TOR       | 154   | 683   | 613   | 87    | 158   | 25       | 1        | 21       | 248   | 72    | 20    | 5        | 0     | 3     | 60    | 1     | 5     | 125   | 20       | .258  | .327     | .405     | .732  |
| 2024      | TOR       | 145   | 614   | 545   | 74    | 120   | 19       | 3        | 19       | 202   | 56    | 16    | 1        | 0     | 2     | 60    | 0     | 6     | 115   | 16       | .220  | .303     | .371     | .674  |
| MLB：11年 | MLB：11年 | 1305  | 5789  | 5057  | 876   | 1326  | 222      | 22       | 261      | 2375  | 712   | 102   | 40       | 2     | 30    | 607   | 11    | 77    | 1204  | 107      | .262  | .348     | .470     | .818  |

- 2024年度シーズン終了時
- 各年度の太字はリーグ最高

### 年度別守備成績
| 年 度 | 球 団 | 左翼（LF） | 左翼（LF） | 左翼（LF） | 左翼（LF） | 左翼（LF） | 左翼（LF） | 中堅（CF） | 中堅（CF） | 中堅（CF） | 中堅（CF） | 中堅（CF） | 中堅（CF） | 右翼（RF） | 右翼（RF） | 右翼（RF） | 右翼（RF） | 右翼（RF） | 右翼（RF） |
| 年 度 | 球 団 | 試 合      | 刺 殺      | 補 殺      | 失 策      | 併 殺      | 守 備 率   | 試 合      | 刺 殺      | 補 殺      | 失 策      | 併 殺      | 守 備 率   | 試 合      | 刺 殺      | 補 殺      | 失 策      | 併 殺      | 守 備 率   |
| ----- | ----- | ---------- | ---------- | ---------- | ---------- | ---------- | ---------- | ---------- | ---------- | ---------- | ---------- | ---------- | ---------- | ---------- | ---------- | ---------- | ---------- | ---------- | ---------- |
| 2014  | HOU   | -          | -          | -          | -          | -          | -          | 8          | 24         | 0          | 0          | 0          | 1.000      | 71         | 139        | 6          | 7          | 2          | .954       |
| 2015  | HOU   | -          | -          | -          | -          | -          | -          | 10         | 27         | 0          | 0          | 0          | 1.000      | 93         | 162        | 6          | 3          | 3          | .982       |
| 2016  | HOU   | -          | -          | -          | -          | -          | -          | 1          | 4          | 0          | 0          | 0          | 1.000      | 147        | 304        | 12         | 2          | 2          | .994       |
| 2017  | HOU   | -          | -          | -          | -          | -          | -          | 84         | 151        | 2          | 1          | 2          | .994       | 78         | 92         | 3          | 0          | 0          | 1.000      |
| 2018  | HOU   | 1          | 0          | 0          | 0          | 0          | ----       | 80         | 140        | 4          | 1          | 1          | .993       | 77         | 112        | 4          | 0          | 1          | 1.000      |
| 2019  | HOU   | -          | -          | -          | -          | -          | -          | 75         | 137        | 2          | 0          | 0          | 1.000      | 59         | 83         | 3          | 2          | 1          | .977       |
| 2020  | HOU   | -          | -          | -          | -          | -          | -          | 42         | 82         | 0          | 0          | 0          | 1.000      | 9          | 4          | 0          | 0          | 0          | 1.000      |
| 2021  | TOR   | -          | -          | -          | -          | -          | -          | 40         | 87         | 1          | 2          | 0          | .978       | 4          | 1          | 0          | 0          | 0          | 1.000      |
| 2022  | TOR   | -          | -          | -          | -          | -          | -          | 86         | 178        | 6          | 1          | 2          | .995       | 26         | 13         | 0          | 0          | 0          | 1.000      |
| 2023  | TOR   | -          | -          | -          | -          | -          | -          | 1          | 1          | 0          | 0          | 0          | 1.000      | 131        | 260        | 6          | 0          | 1          | 1.000      |
| 2024  | TOR   | -          | -          | -          | -          | -          | -          | 1          | 4          | 0          | 0          | 0          | 1.000      | 123        | 215        | 3          | 2          | 0          | .991       |
| MLB   | MLB   | 1          | 0          | 0          | 0          | 0          | ----       | 428        | 835        | 15         | 5          | 5          | .994       | 818        | 1385       | 43         | 16         | 10         | .989       |

- 2024年度シーズン終了時
- 各年度の太字はリーグ最高

### 表彰
- シルバースラッガー賞（外野手部門）：2回（2017年、2019年）
- ルーキー・オブ・ザ・マンス：1回（2014年5月）
- ワールドシリーズMVP：1回（2017年）

### 記録
- MLBオールスターゲーム選出：4回（2017年 - 2019年、2022年）
- 1シーズンワールドシリーズ本塁打：5（2017年、歴代1位タイ）※レジー・ジャクソン（1977年）、チェイス・アトリー（2009年）と並ぶ。4試合連続は史上初
- 1シーズンワールドシリーズ塁打：29（2017年、歴代1位）※従来の記録はウィリー・スタージェル（1979年）の25
- 1シーズンワールドシリーズ長打：8（2017年、歴代1位）※従来の記録はウィリー・スタージェル（1979年）の7

### 背番号
- 4（2014年 - ）

### 代表歴
- 2010年世界大学野球選手権大会アメリカ合衆国代表